# Copa Diputació del 2009
La Copa Diputació del 2009 és la segona temporada de la Copa d'Escala i corda President de la Diputació de València, organitzada per l'empresa ValNet amb subvenció de la Diputació de València.
La competició és jugada per 10 trios de pilotaires, dividits en dos grups en la primera fase, durant la qual juguen tots contra tots sumant punts (3 punts per la victòria, o 1 punt si malgrat perdre hom arriba a 50 al marcador), d'aquesta primera fase el pitjor equip de cada grup és eliminat. En la segona fase els equips queden emparellats en eliminatòries al millor de tres partides. Més endavant, les semifinals i la final també són jugades al millor de tres partides.

## Equips
| - Grup A: - Ajuntament del Genovés: - León, Sarasol II i Santi - Ajuntament de Murla: - Genovés II, Canari i Espinola - Ajuntament de Pedreguer: - Fageca (per Núñez), Jesús i Nacho - Ajuntament de Sagunt: - Cervera, Dani i Herrera - Ajuntament de València: - Víctor, Solaz i Héctor |  | - Grup B: - Ajuntament de Benissa: - Miguel, Javi i Tino - Ajuntament de La Pobla de Vallbona: - Colau, Grau i Oñate - Ajuntament de Llíria: - Pedro, Tato i Raül II - Ajuntament de Massamagrell: - Soro III, Fèlix i Héctor II - Universitat Politècnica de València: - Álvaro, Salva i Pedrito |

### Feridors i jugadors reserves
- Feridors: Aragó, Miguelín i Oltra.
- Jugadors reserves:
  - Dauers: Fageca
  - Mitgers: Pere
  - Punters: Colau II

## Resultats

### 1ª Fase

#### Resultats de la 1a Fase
| Data     | Trinquet                             | Grup | Equip                         | Equip                         | Resultat |
| -------- | ------------------------------------ | ---- | ----------------------------- | ----------------------------- | -------- |
| 24/04/09 | Trinquet del Genovés                 | A    | León, Sarasol II i Santi      | Genovés II, Canari i Espinola | 55-60    |
| 25/04/09 | Pelayo (València)                    | A    | Cervera, Dani i Herrera       | Víctor, Solaz i Héctor        | 60-45    |
| 26/04/09 | Trinquet de Benissa                  | B    | Miguel, Javi i Tino           | Soro III, Fèlix i Héctor II   | 60-45    |
| 27/04/09 | Trinquet de la Pobla                 | B    | Colau, Pere i Colau II        | Pedro, Tato i Raül II         | 45-60    |
| 28/04/09 | Tio Pena (Massamagrell)              | A    | León, Sarasol II i Santi      | Fageca, Jesús i Nacho         | 60-35    |
| 29/04/09 | Guadassuar                           | A    | Genovés II, Canari i Espinola | Cervera, Dani i Herrera       | 60-25    |
| 30/04/09 | UPV                                  | B    | Soro III, Fèlix i Héctor II   | Pedro, Tato i Raül II         | 60-40    |
| 01/05/09 | Trinquet de Bellreguard              | B    | Miguel, Javi i Tino           | Álvaro, Salva i Pedrito       | 60-45    |
| 02/05/09 | Pedreguer                            | A    | León, Sarasol II i Santi      | Víctor, Solaz i Héctor        | 60-55    |
| 03/05/09 | Murla                                | A    | Genovés II, Canari i Espinola | Fageca, Jesús i Nacho         | 60-20    |
| 03/05/09 | Pla de l'Arc (Llíria)                | B    | Soro III, Fèlix i Héctor II   | Colau, Grau i Oñate           | 60-40    |
| 04/05/09 | Benidorm                             | B    | Pedro, Tato i Raül II         | Álvaro, Salva i Pedrito       | 30-60    |
| 06/05/09 | Guadassuar                           | A    | Cervera, Pere i Herrera       | Fageca, Jesús i Nacho         | 45-60    |
| 06/05/09 | Trinquet Salvador Sagols (Vila-real) | A    | Genovés II, Canari i Espinola | Víctor, Solaz i Héctor        | 55-60    |
| 07/05/09 | UPV                                  | B    | Miguel, Javi i Tino           | Colau, Grau i Oñate           | 50-60    |
| 08/05/09 | Trinquet del Genovés                 | B    | Soro III, Fèlix i Héctor II   | Álvaro, Salva i Pedrito       | 60-55    |
| 09/05/09 | Pelayo (València)                    | A    | Víctor, Solaz i Héctor        | Fageca, Jesús i Nacho         | 60-50    |
| 10/05/09 | Murla                                | B    | Miguel, Javi i Tino           | Pedro, Tato i Raül II         | 60-30    |
| 11/05/09 | La Pobla de Vallbona                 | B    | Colau, Grau i Oñate           | Álvaro, Salva i Pedrito       | 45-60    |
| 12/05/09 | Tio Pena (Massamagrell)              | A    | León, Sarasol II i Santi      | Cervera, Dani i Herrera       | 60-35    |